# Vitichi

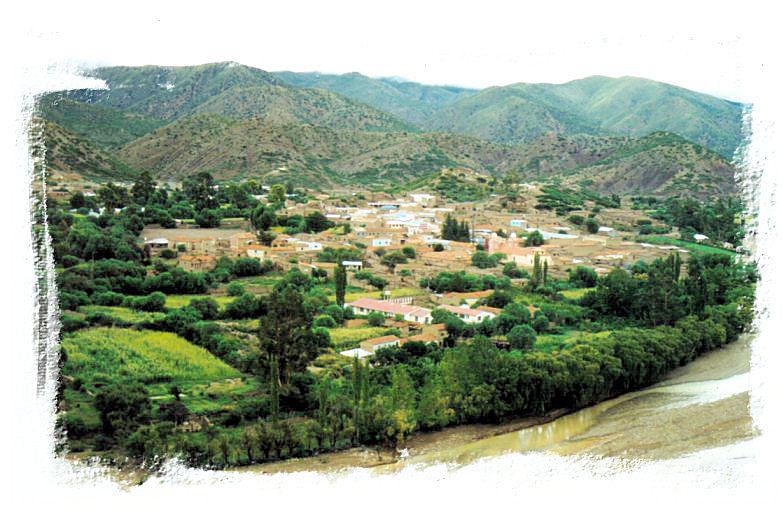
Vitichi

Vitichi är  en ort i den bolivianska provinsen Nor Chichas i departementet Potosí. Vitichi är administrativ huvudort i kommunen Vitichi.